# Gróh József
Gróh József (Esztergom, 1883. március 8. – Esztergom, 1969. október 1.) jogász, érseki jogtanácsos.

## Élete
A kolozsvári egyetemen szerzett jogi doktorátust 1906-ban, majd ügyvédi vizsgát tett. 1908-ban ügyvédi irodát nyitott Esztergomban. 1915-től az Esztergomi Kereskedelmi és Ipar Bank ügyvezető igazgatója, majd elnökigazgatója, 1943 - 1944-ben elnöke volt. Az 1920-as évek elejétől 1949-ig az esztergomi főegyházmegye ügyésze lett. 1922-ben a Tanácsköztársaság idején működött esztergomi direktórium tagjainak perében dr. Kartaly István védője. 1944-ig Esztergom város képviselőtestületének, valamint Komárom-Esztergom vármegye törvényhatósága bizottságának tagja. 1927-től 1944-ig a Katolikus Központi Kongrua Bizottság résztvevője. 1930-ban csatlakozott Bajcsy-Zsilinszky Endre Nemzeti Radikális Pártjához, részt vett a párt országos vezetőségében. 1931-ben átlépett a Keresztény Gazdasági és Szociális Pártba, s annak nem hivatalos jelöltjeként indult az országgyűlési választásokon, de alulmaradt.
1943 - 1944-ben a Pest vidéki ügyvédi kamara elnökhelyettese, 1943-tól az Egységes Bírói- és Ügyvédi Vizsgálóbizottság tagja volt. 1944-ben kiállt az üldözött zsidók mellett, közreműködött a Serédi Jusztinián hercegprímás által a zsidóüldözést elítélő pásztorlevél kiadásának előkészítésében. A háború után a Független Kisgazdapárt tagja lett. 1945. november 4-étől nemzetgyűlési képviselő lett. A párt ún. katolikus szárnyához tartozott. 1946. október 2-án kizárták a kisgazdapártból, mert ellenezte a házasságon kívül született gyermekek helyzetének jogi rendezését. Pártonkívüli képviselő lett, majd 1947-ben a többi kizárt FKGP-ssel a Magyar Szabadság Párt egyik megalapítója volt, Esztergom vármegyében. A párt feloszlása után, 1947. augusztusában csatlakozott a Slachta Margit vezette Keresztény Női Táborhoz, s 1947. augusztus 31-én annak listáján jutott mandátumhoz.
1949. március 11-én mentelmi jogát felfüggesztették, letartóztatták és az ún. Matheovits-perben koncepciós vádak alapján két év börtönre, valamint teljes vagyonelkobzásra ítélték, majd két év 3 hónapot internálótáborban töltött. Kiszabadulása után, 1953-ban Dömöst jelölték ki kényszerlakhelyéül. 1965-ben költözhetett vissza Esztergomba.

## Művei
- A magy. róm. kath. egyház céljog és célvagyon theoriája szempontjából; Kilián, Bp., 1913
- Öröklési jog a magyar róm. kath. clerus tagjai után; Kilián, Bp., 1913
- Szerzetesek és szerzetek szerzési képessége és a szerzetesek utáni öröklési jog. Magánjogi tanulmány; Stephaneum Nyomda, Bp., 1930
- Portio canonica. A róm. kath. egyházat papjai hagyatékából megillető köteles hagyomány jogi természetéről. Egyházjogi tanulmány; Stephaneum Nyomda, Bp., 1938
- Die Verkehrs- und Kreditbeschränkungen in der ungarischen Devisengesetzgebung von 1931 bis 1940; Buzárovits Nyomda, Esztergom, 1941